# Edmar (football, 1980)
Pour les articles homonymes, voir Edmar.
Edmar Halovskyi de Lacerda dit Edmar est un footballeur brésilien naturalisé ukrainien, né le 16 juin 1980 à Mogi das Cruzes. Il évolue au poste de milieu relayeur.

## Biographie
Il dispute les barrages de la coupe du monde 2014 en sélection ukrainienne face à l'équipe de France, il contribue au succès de son équipe 2-0 au match aller en délivrant une passe décisive. Il s'est notamment fait remarquer par son altercation avec Franck Ribéry. La suite se passera moins bien pour lui et pour les Ukrainiens qui s'inclineront 3-0 au match retour et ne pourront pas disputer la coupe du monde 2014 dans son pays natal.